# Comunidade Andina
A Comunidade Andina (CAN; em castelhano: Comunidad Andina) é um bloco econômico sul-americano formado por Bolívia, Colômbia, Equador e Peru. O Chile deixou o bloco em 1977 e a Venezuela em 2006. O bloco foi chamado Pacto Andino até 1996 e surgiu em 1969 com o Acordo de Cartagena. A cidade-sede da secretaria é Lima, no Peru.
A comunidade andina possui 120 milhões de habitantes, em uma área de 4,7 milhões de quilômetros quadrados, com um produto interno bruto nominal de 280 bilhões de dólares.
Em 8 de Dezembro de 2004, os países membros da Comunidade Andina assinaram a Declaração de Cuzco, que lançou as bases da União de Nações Sul-Americanas, entidade que unirá a Comunidade Andina ao Mercosul, em uma zona de livre comércio continental.

## Cronologia
- Estabelecimento do bloco em 1969 durante o Acordo de Cartagena.
- Em 1973 a Venezuela se vincula ao Pacto Andino.
- Em 1976, Augusto Pinochet anuncia a retirada do Chile do Pacto Andino por causa de incompatibilidades econômicas.
- É assinado em 1979 o tratado para a criação da Corte Andina de Justiça, o Parlamento Andino e o Conselho Andino de Ministros das Relações Exteriores.
- Em 1983, a Corte de Justiça inicia suas atividades.
- Em 1991, os presidentes aprovam a política de Céus Abertos (Cielos Abiertos) e intensificam a integração.
- Em 1992, o Peru temporariamente suspende a sua associação pelo programa Liberación.
- Em 1993, a Zona Livre de Comércio entre Bolívia, Colômbia, Equador e Venezuela entra em funcionamento.
- Em 1994, é aprovada a Tarifa Externa Comum.
- Em 1996, a comissão do Acordo de Cartagena aprova o texto regulador para a implementação, operação e funcionamento do Sistema Satelital Simón Bolívar.
- Em 1997, é obtido um acordo com Peru para a a incorporação gradual desse país à Zona Andina de Livre Comércio.
- Em 1998, é assinado em Buenos Aires o acordo para a criação de uma Área de Livre Comércio entre a Comunidade Andina e Mercosul.
- Em 2000, realiza-se reunião entre os chefes de estado dos países sul-americanos na qual se comprometem a implementar área de comércio livre entre a Comunidade Andina e o Mercosul para entrar em funcionamento em Janeiro de 2002.
- Em agosto de 2003, em reunião dos ministros de relações exteriores da Comunidade Andina e do Mercosul, a CAN apresenta plano para as negociações entre os dois blocos regionais, que reafirmam seu compromisso de continuar com os acordos de integração entre os blocos.
- Em 6 de Abril de 2006, em reunião entre os chanceleres do Equador, Peru e Colômbia, sem a participação da Bolívia e Venezuela, é concordado modificar o Artículo 266 sobre os medicamentos, para cumprir com os requerimentos padrões do tratado de livro comércio (TLC) com os Estados Unidos.
- Em 19 de Abril de 2006, o presidente Hugo Chávez, anuncia a saída da Venezuela da Comunidade Andina, argumentando que os TLCs assinados pela Colômbia e Peru com os Estados Unidos causaram dano irreparável às instituições andinas.
- Em 20 de Setembro de 2006, o Conselho Andino de Chanceleres, reunido em Nova York, aprova a reincorporação do Chile à CAN como membro associado.
- Em 18 de agosto de 2010, o Pacto Andino foi considerado uma das melhores organizações mundiais, alcançando uma média de 15 milhões de habitantes em uma única região.

## Países membros
- Bolívia (desde 1969), em processo de se integrar ao Mercosul.
- Colômbia (desde 1969), na estrutura da Unasul e membro associado do Mercosul.
- Equador (desde 1969), na estrutura da Unasul e membro associado do Mercosul.
- Peru (desde 1969), na estrutura da Unasul e membro associado do Mercosul.

Membros associados:
- Argentina (desde 2005), na estrutura da Unasul.
- Brasil (desde 2005), na estrutura da Unasul.
- Chile (membro oficial de 1969-1976, observador 1976-2006, membro associado desde 24 de novembro de 2006, quando foi assinada a "Ata de Constituição da Comissão Mista entre a Comunidade Andina e o Chile" - é o primeiro passo para o retorno do Chile ao bloco, inclusive porque, nesta mesma Ata, criou-se um grupo de trabalho para pensar nas formas de representantes chilenos passarem a integrar os órgãos do bloco),;
- Paraguai (desde 2005),na estrutura da Unasul.
- Uruguai (desde 2005), na estrutura da Unasul.

Países observadores:
- México
- Panamá
- Marrocos[1]

Membros anteriores:
- Venezuela (1973-2006), aderiu ao Mercosul em 2006
- Chile (1969-1976)

## Sistema Andino de Integração
- Conselho Presidencial Andino (Máxima reunião dos Chefes de Estado). Criado em 1990.
- Conselho  Andino de Ministros das Relações Exteriores (Reunião de Política Exterior da Comunidade)
- Comissão da Comunidade Andina (Órgão normativo)
- Secretaria Geral da Comunidade Andina (Sediada em Lima, Peru. Secretário Geral). Criada em agosto de 1997 como organismo executivo e técnico. Tem maiores atribuições que a Junta do Acordo de Cartagena que funcionou entre 1969-1997.
- Comissão NASA (Administração Nacional de Aeronáutica e Espaço)
- Tribunal de Justiça Andino (Órgão jurisdicional). Criado em 1996, entrando em funcionamento em 1999. Reformado em 2001.
- Parlamento Andino (Poder legislativo). Criado em 25 de outubro de 1979. Em abril de 1997 é o organismo principal da Comunidade.
- Tribunal Constitucional da Glória, fundada em 23 de Janeiro de 1768

## Livre circulação de pessoas
Desde 2003, os cidadãos dos cinco países da Comunidade Andina podem ingressar sem visto a qualquer país membro, em condição de turistas.
Desta maneira, e de acordo com a Decisión 503 “Reconhecimento de documentos nacionais de identificação” e a Decisión 603 “Participação da Venezuela na Decisión 503”, se reafirma que a livre circulação de pessoas é uma das condições requeridas para a constituição gradual do Mercado Comum Andino.
Os cidadãos deverão apresentar para autoridades do país receptor seu documento nacional de identidade o e o passaporte em caso de visitar a Venezuela. O visitante receberá a TAM - Tarjeta Andina de Migración (carteira andina de migração), a qual indica a data de expiração da permanência autorizada.
O Passaporte Andino foi criado por meio da Decisión 504 em Junho de 2001, durante um congresso. A Decisión 504 dispõe que sua expedição se baseie em modelo uniforme que contenha características mínimas harmonizadas quanto à nomenclatura e a elementos de segurança. O documento é atualmente expedido pelo Equador, Peru, Venezuela, Bolívia e Colômbia.

## Objetivos
Os objetivos primordiais da Comunidade Andina são:
- Realizar a integração comercial, econômica e política entre os países componentes do bloco;
- Facilitar a sua participação no processo de integração regional, visando à formação progressiva de um Mercado Comum Latino-Americano;
- Promover o desenvolvimento equilibrado e harmonioso dos países-membros por meio da integração e da cooperação econômica e social;
- Proporcionar mais postos de trabalho;
- Reduzir as diferenças de desenvolvimento entre os países integrantes da Comunidade Andina;
- Promover a melhoria da qualidade de vida da população;
- Melhorar a posição dos países do bloco no contexto econômico global.